# (35679) 1998 YK3
1998 YK3 (asteroide 35679) é um asteroide da cintura principal. Possui uma excentricidade de 0.13770480 e uma inclinação de 4.00324º.
Este asteroide foi descoberto no dia 17 de dezembro de 1998 por Takao Kobayashi em Oizumi.